# Municipio de Stockton (Illinois)
El municipio de Stockton (en inglés: Stockton Township) es un municipio ubicado en el condado de Jo Daviess en el estado estadounidense de Illinois. En el año 2010 tenía una población de 2453 habitantes y una densidad poblacional de 25,59 personas por km².

## Geografía
El municipio de Stockton se encuentra ubicado en las coordenadas 42°19′41″N 90°2′24″O / 42.32806, -90.04000. Según la Oficina del Censo de los Estados Unidos, el municipio tiene una superficie total de 95.85 km², de la cual 95,85 km² corresponden a tierra firme y (0 %) 0 km² es agua.

## Demografía
Según el censo de 2010, había 2453 personas residiendo en el municipio de Stockton. La densidad de población era de 25,59 hab./km². De los 2453 habitantes, el municipio de Stockton estaba compuesto por el 98,45 % blancos, el 0,41 % eran afroamericanos, el 0,08 % eran amerindios, el 0,29 % eran asiáticos, el 0,04 % eran de otras razas y el 0,73 % eran de una mezcla de razas. Del total de la población el 1,83 % eran hispanos o latinos de cualquier raza.